# CHL Import Draft 2003
CHL Import Draft 2003 – 12. draft CHL w historii. Łącznie wybrano 65 zawodników.

## Wybrani
Pozycje: B – bramkarz, LO – lewy obrońca, PO – prawy obrońca, C – center, LS – lewoskrzydłowy, PS – prawoskrzydłowy

Ligi: OHL – Ontario Hockey League, QMJHL – Quebec Major Junior Hockey League, WHL – Western Hockey League

### Runda 1
| #  | Zawodnik (pozycja)       | Pochodzenie | Klub macierzysty            | Klub wybierający (liga)            |
| -- | ------------------------ | ----------- | --------------------------- | ---------------------------------- |
| 1  | Michal Sersen (LO)       | Słowacja    | Slovan Bratysława U20       | Rimouski Océanic (QMJHL)           |
| 2  | Ivan Baranka (LO)        | Słowacja    | HK Dubnica U20              | Everett Silvertips (WHL)           |
| 3  | Štefan Ružička (LS)      | Słowacja    | HK Nitra                    | Owen Sound Attack (OHL)            |
| 8  | Ivan Dornič (LS)         | Słowacja    | Slovan Bratysława U18       | Portland Winterhawks (WHL)         |
| 9  | Václav Meidl (C)         | Czechy      | HC Hawierzów U20            | Plymouth Whalers (OHL)             |
| 11 | Patrik Valčák (LS)       | Czechy      | HC Poruba U20               | Lethbridge Hurricanes (WHL)        |
| 16 | Jan Šteber (C)           | Czechy      | HC Oceláři Trzyniec U20     | Halifax Mooseheads (QMJHL)         |
| 17 | Marcin Kolusz (C/LS)     | Polska      | Podhale Nowy Targ           | Vancouver Giants (WHL)             |
| 22 | Kanstancin Zacharau (PS) | Białoruś    | Junost' Mińsk               | Moncton Wildcats (QMJHL)           |
| 25 | Josef Fojtík (LS)        | Czechy      | Pittsburgh Forge            | Victoriaville Tigres (QMJHL)       |
| 29 | Yannic Seidenberg (LS)   | Niemcy      | Adler Mannheim              | Medicine Hat Tigers (WHL)          |
| 34 | Mārtiņš Karsums (PS)     | Łotwa       | HK Prizma                   | Moncton Wildcats (QMJHL)           |
| 39 | Igor Mirnow (PS)         | Rosja       | Dinamo Moskwa               | Toronto St. Michael’s Majors (OHL) |
| 47 | Dienis Tołpieko (C)      | Rosja       | Witiaź 2 Podolsk            | Seattle Thunderbirds (WHL)         |
| 50 | Vojtěch Kloz (LO)        | Czechy      | HC Energie Karlowe Wary U20 | Kingston Frontenacs (OHL)          |

### Runda 2
| #  | Zawodnik (pozycja)     | Pochodzenie | Klub macierzysty               | Klub wybierający (liga)          |
| -- | ---------------------- | ----------- | ------------------------------ | -------------------------------- |
| 55 | Martin Růžička (PS)    | Czechy      | HC Kladno U20                  | Everett Silvertips (WHL)         |
| 56 | Gieorgij Miszarin (LO) | Rosja       | Dinamo-Eniergija Jekaterynburg | Saginaw Spirit (OHL)             |
| 57 | Ervīns Muštukovs (B)   | Łotwa       | Stalkers Juniors Daugavpils    | Drummondville Voltigeurs (QMJHL) |